# Problema em aberto
Em ciências e matemática, um problema em aberto ou uma questão em aberto é um problema conhecido que pode ser declarado com precisão e que se presume ter uma solução objetiva e verificável, mas que ainda não foi resolvido (ou seja, nenhuma solução para ele é conhecida). Existem alguns problemas em abertos que são problemas de finalização aberta. Este é um problema que tem várias ou muitas respostas corretas e várias maneiras de obter as respostas corretas.
Na história da ciência, alguns desses supostos problemas em aberto foram "resolvidos" por meio da demonstração de que não estavam bem definidos. Em matemática, muitos problemas em aberto dizem respeito à questão de saber se uma determinada definição é ou não consistente. Problemas abertos existem em todos os campos científicos.

## Categoria
Os problemas podem ser categorizados em um espectro técnico-conceitual. Isso é
- Tipo 1 é quando temos uma pergunta em palavras, mas não sabemos como enunciar um problema matemático preciso que ao mesmo tempo pareça capaz de ser resolvido e cuja solução seja interessante.
- Tipo 2 é quando temos um problema matemático preciso, mas não vemos nenhum esboço plausível para uma prova potencial.
- Tipo 3 é quando temos um problema matemático preciso, e um esboço plausível para uma prova potencial, mas não podemos realizar os detalhes técnicos.

## Exemplos notáveis
Dois exemplos notáveis em matemática que foram resolvidos e fechados por pesquisadores no final do século XX são o Último Teorema de Fermat e o teorema das quatro cores. Um importante problema de matemática em aberto resolvido no início do século XXI é a conjectura de Poincaré. Um dos problemas em aberto mais importantes em bioquímica é o problema de previsão da estrutura da proteína - como prever a estrutura de uma proteína a partir de sua sequência.